# مديرية بونو
مديرية بونو (بالإسبانية: Distrito de Puno)‏ هي مديرية في بيرو، تقع في مقاطعة بونو، بلغ عدد سكانها 135,288 نسمة وذلك حسب إحصائيات سنة 2017، عاصمتها مدينة بونو، تبلغ مساحتها 460.75 كيلومتر مربع.